# À l'hôtel
À l'hôtel est une nouvelle d’Anton Tchekhov, parue en 1885.

## Historique
À l'hôtel est initialement publiée dans la revue russe Les Éclats en 1885, signée Antocha Tchékhonté.

## Résumé
La colonelle Nachatyrina se plaint au directeur de l’hôtel où elle est descendue avec ses deux filles : leur voisin de chambre raconte des histoires obscènes, mais ses filles, heureusement, ne les comprennent pas.
Le directeur en convient. Leur voisin est le capitaine Kikine, un noble dont il essaie de se débarrasser depuis plusieurs mois sans succès, il boit, se promène en caleçon dans les couloirs, tire au pistolet dans les murs, se bat. C’est un beau jeune homme, non marié, mais une calamité, conclut-il.
Le fait qu’il ne soit pas marié résonne immédiatement à l’oreille de la colonelle comme une chance qu’il faut saisir. Elle ordonne à ses deux filles de mettre leurs plus belles robes et au directeur de l’hôtel d’inviter le capitaine.

## Édition française
- À l'hôtel, traduit par Édouard Parayre, in Œuvres I, Paris, Éditions Gallimard, coll. « Bibliothèque de la Pléiade » no 197, 1968  (ISBN 978-2-07-0105-49-6).